# Дикая природа Азербайджана
Дикая природа Азербайджана состоит из его флоры и фауны и их естественной среды обитания.
Символом фауны Азербайджана является Карабахская лошадь (азерб.: Qarabağ Atı) — горно-степная скаковая и верховая лошадь, которая встречается только в Азербайджане. Это одна из древнейших пород, чья родословная восходит к древнему миру. Эта лошадь изначально распространилась в Карабахском регионе в 5 веке и названа в его честь.
Естественная среда обитания различных видов животных в пределах страны очень различна. Некоторые виды занимают ограниченные ареалы (озера, части горных районов), в то время как другие распространены по всей стране. Например, виды воробьиных можно встретить где угодно на территории Азербайджана. Простейшие паразиты также регистрируются во всех районах страны, в зависимости от естественной среды обитания животных-носителей (крупный рогатый скот, птица и др.). Среди млекопитающих джейраны обитают в равнинных районах, кубанский тур населяет основные Кавказские районы, большинство видов птиц можно встретить в лесах, некоторые — в водоемах. Насекомые-вредители занимают различные сельскохозяйственные поля, тогда как другие населяют только определенные биотопы.
Был создан ряд природных заповедников, введены в действие правила охоты для охраны пушных и копытных животных в Азербайджане.

## Фауна
Животный мир Азербайджана очень богат, отчасти благодаря разнообразию его природных комплексов.

### Млекопитающие
В Азербайджане зарегистрировано около 107 видов млекопитающих, три из которых являются уникальными видами. Популярными видами являются кубанский тур и западно-кавказский муфлон, населяющие Нахичевань и западные склоны Большого Кавказа в Балакенской, Гебелинской, Загатальской и Исмаиллинской областях. Эти виды встречаются только в Ширванском государственном заповеднике.

#### Насекомоядные
- Crocidura caspica
- Белобрюхая белозубка, Crocidura leucodon
- Crocidura gueldenstaedti
- Восточноевропейский ёж, Erinaceus concolor
- Южный ёж, Erinaceus roumanicus
- Ушастый ёж, Hemiechinus auritus
- Кутора Шелковникова, Neomys schelkovnikovi
- Карликовая многозубка, Suncus etruscus
- Малоазиатский крот, Talpa levantis

#### Рукокрылые
- Европейская широкоушка, Barbastella barbastellus
- Азиатская широкоушка, Barbastella leucomelas
- Пустынный кожан, Eptesicus bottae
- Северный кожанок, Eptesicus nilssonii
- Поздний кожан, Eptesicus serotinus
- Кожановидный нетопырь, Hypsugo savii
- Обыкновенный длиннокрыл, Miniopterus schreibersii
- Длинноухая ночница, Myotis bechsteinii
- Остроухая ночница, Myotis blythii
- Трёхцветная ночница, Myotis emarginatus
- Усатая ночница, Myotis mystacinus
- Ночница Наттерера, Myotis nattereri
- Малая вечерница, Nyctalus leisleri
- Рыжая вечерница, Nyctalus noctula
- Средиземноморский нетопырь, Pipistrellus kuhlii
- Лесной нетопырь, Pipistrellus nathusii
- Нетопырь-карлик, Pipistrellus pipistrellus
- Малый нетопырь, Pipistrellus pygmaeus
- Бурый ушан, Plecotus auritus
- Серый ушан, Plecotus austriacus
- Средиземноморский подковонос, Rhinolophus blasii
- Южный подковонос, Rhinolophus euryale
- Большой подковонос, Rhinolophus ferrumequinum
- Малый подковонос, Rhinolophus hipposideros
- Подковонос Мегели, Rhinolophus mehelyi
- Широкоухий складчатогуб, Tadarida teniotis
- Двухцветный кожан, Vespertilio murinus

#### Зайцеобразные
- Заяц-русак, Lepus europaeus
- Дикий кролик, Oryctolagus cuniculus

#### Грызуны
- Малый тушканчик, Allactaga elater
- Евфратский тушканчик, Allactaga euphratica
- Полевая мышь, Apodemus agrarius
- Гирканская мышь, Apodemus hyrcanicus
- Кавказская мышь, Apodemus ponticus
- Лесная мышь, Apodemus uralensis
- Хермонская мышь, Apodemus witherbyi
- Водяная полёвка, Arvicola amphibius
- Урартский мышевидный хомячок, Calomyscus urartensis
- Гудаурская полёвка, Chionomys gud
- Снеговая полёвка, Chionomys nivalis
- Полёвка Роберта, Chionomys roberti
- Серый хомячок, Cricetulus migratorius
- Лесная соня, Dryomys nitedula
- Горная слепушонка, Ellobius lutescens
- Соня-полчок, Glis glis
- Индийский дикобраз, Hystrix indica
- Краснохвостая песчанка, Meriones libycus
- Переднеазиатская песчанка, Meriones tristami
- Персидская песчанка, Meriones persicus
- Песчанка Виноградова, Meriones vinogradovi
- Полуденная песчанка, Meriones meridianus
- Хомяк Брандта, Mesocricetus brandti
- Обыкновенная полёвка, Microtus arvalis
- Дагестанская полёвка, Microtus daghestanicus
- Кустарниковая полёвка, Microtus majori
- Мышь-малютка, Micromys minutus
- Общественная полёвка, Microtus socialis
- Полёвка Шелковникова, Microtus schelkovnikovi
- Домовая мышь, Mus musculus
- Нутрия, Myocastor coypus
- Серая крыса, Rattus norvegicus
- Чёрная крыса, Rattus rattus
- Кавказская белка, Sciurus anomalus
- Обыкновенная белка, Sciurus vulgaris

#### Хищные
- Обыкновенный шакал, Canis aureus
- Волк, Canis lupus
- Степной волк, Canis lupus campestris
- Камышовый кот, Felis chaus
- Лесной кот, Felis silvestris
- Полосатая гиена, Hyaena hyaena
- Выдра, Lutra lutra
- Обыкновенная рысь, Lynx lynx
- Каменная куница, Martes foina
- Лесная куница, Martes martes
- Барсук, Meles meles
- Ласка, Mustela nivalis
- Переднеазиатский леопард, Panthera pardus saxicolor[2]
- Енот-полоскун, Procyon lotor
- Бурый медведь, Ursus arctos
- Перевязка, Vormela peregusna
- Обыкновенная лисица, Vulpes vulpes

Вымершие:
- Азиатский гепард начиная с 18 века[3]
- Туранский тигр с начала 20-го века[3]
- Азиатский лев со времен Средневековья[3]

#### Ластоногие
- Каспийская нерпа, Phoca caspica

#### Парнокопытные
- Безоаровый козёл, Capra aegagrus
- Дагестанский тур, Capra cylindricornis
- Европейская косуля, Capreolus capreolus
- Благородный олень, Cervus elaphus
- Джейран, Gazella subgutturosa
- Муфлон, Ovis ovis
- Серна, Rupicapra rupicapra
- Кабан, Sus scrofa

### Рыбы
Пресноводные бассейны страны и Каспийское море насчитывают 97 видов рыб, из которых 8 видов интродуцированы и 7 — получили широкое распространение. В Азербайджане также насчитывается более 15 тысяч видов беспозвоночных. Большинство из них можно найти в реке Кура, в окрестных озерах, а также в Мингечевирском водохранилище. Большинство рыб являются проходными или полупроходными (молодь растет в соленой воде и мигрирует в пресную воду для размножения после достижения зрелости). Наиболее ценными из проходных рыб являются лосось, осетр, севрюга и белуга. Жерех, уклейка и угорь также являются проходными рыбами. Осетровое мясо и икра очень ценны. Кроме того, в водоемах Азербайджана водятся такие ценные виды рыб, как лещ, сазан, красный кутум и другие. Такие виды рыб, как сельдь, вылавливаются в Каспийском море. В связи со строительством ряда гидротехнических сооружений на реке Кура после 1959 года регулирование речного стока, а также загрязнение каспийских вод привели к значительному сокращению численности ценных видов рыб. Для восстановления рыбных запасов и увеличения численности видов рыб были запущены три рыбоводных завода (Курагзинский, Али-байрамлинский и Курский экспериментальный осетровый инкубатор) в мелиоративных и рыбоводных целях. На рыбоводные предприятия Азербайджана приходится разведение 20 миллионов осетровых, 600 тысяч лососей. В 2000 году в Хыллы был введен в эксплуатацию новый инкубатор мощностью 20 миллионов осетровых рыб.

### Птицы
Азербайджан невероятно богат орнитофауной. Здесь зарегистрировано 363 вида птиц примерно из 60 семейств. Около 40 % видов оседает в Азербайджане, однако 27 % этих видов зимуют здесь, а 10 % проходят через него во время миграции. Одним из самых вдохновляющих видов птиц является беркут, который обитает в основном в горных районах, таких как Нахичевань. Беркут был напечатан на десятках марок и открыток в Азербайджане.

### Другие
В Азербайджане зарегистрировано десять видов земноводных из пяти семейств. В Азербайджане насчитывается 52 вида пресмыкающихся. Большинство этих видов встречается в полупустынных районах Шемахы и Нахичевани. Немногие из них встречаются в других низменных или горных районах.

## Флора
Азербайджан обладает очень богатой флорой. В стране зарегистрировано более 4 500 видов высших растений. В связи с уникальным климатом в Азербайджане флора гораздо богаче по количеству видов, чем флора других республик Южного Кавказа. В Азербайджане можно встретить около 67% видов, произрастающих на всем Кавказе.
Богатство флоры Азербайджана и разнообразие его растительности проистекают из разнообразия и богатства физико-географических и природно-исторических условий, а также из-за сложной истории, находящейся под влиянием отдаленных флористических регионов.

### Деревья и растения
Во всех зонах Азербайджана часто встречаются реликтовые роды третичного периода, особенно в Ленкорани (Талышская область). Это железное дерево (Parrotia persica), шёлковая акация (Albizia julibrissin), каштанолистный дуб (Quercus castaneifolia), кавказская хурма (Diospyros lotus), вечнозелёный кустарник иглица (Ruscus hyrcanus), гирканский самшит (Buxus hyrcana), и др. В Азербайджане насчитывается 240 эндемичных видов растений.
В Алтыагаджском национальном парке, 90,5 % которого покрыто широколиственными лесами, основными видами деревьев являются железные деревья, кавказский граб, восточный бук (Fagus orientalis), и берёзы.

## Заповедники
На январь 2022 года в Азербайджане насчитывается 10 национальных парков, 10 природных заповедников и 24 природных заказника.

Для сохранения фауны, флоры и их экосистем в Азербайджане было создано несколько заповедников:
- Гёйгёль
- Кызылагаджский заповедник
- Закатальский заповедник
- Турианчайский заповедник
- Пиргулинский заповедник
- Ширванский заповедник
- Басутчайский заповедник
- Гараязский заповедник
- Исмаиллинский заповедник
- Гарагельский заповедник
- Илисуинский заповедник
- Шахбузский заповедник
- Эльдарская сосна